# Lu Wenyu
Lu Wenyu (1966) è un architetto cinese.

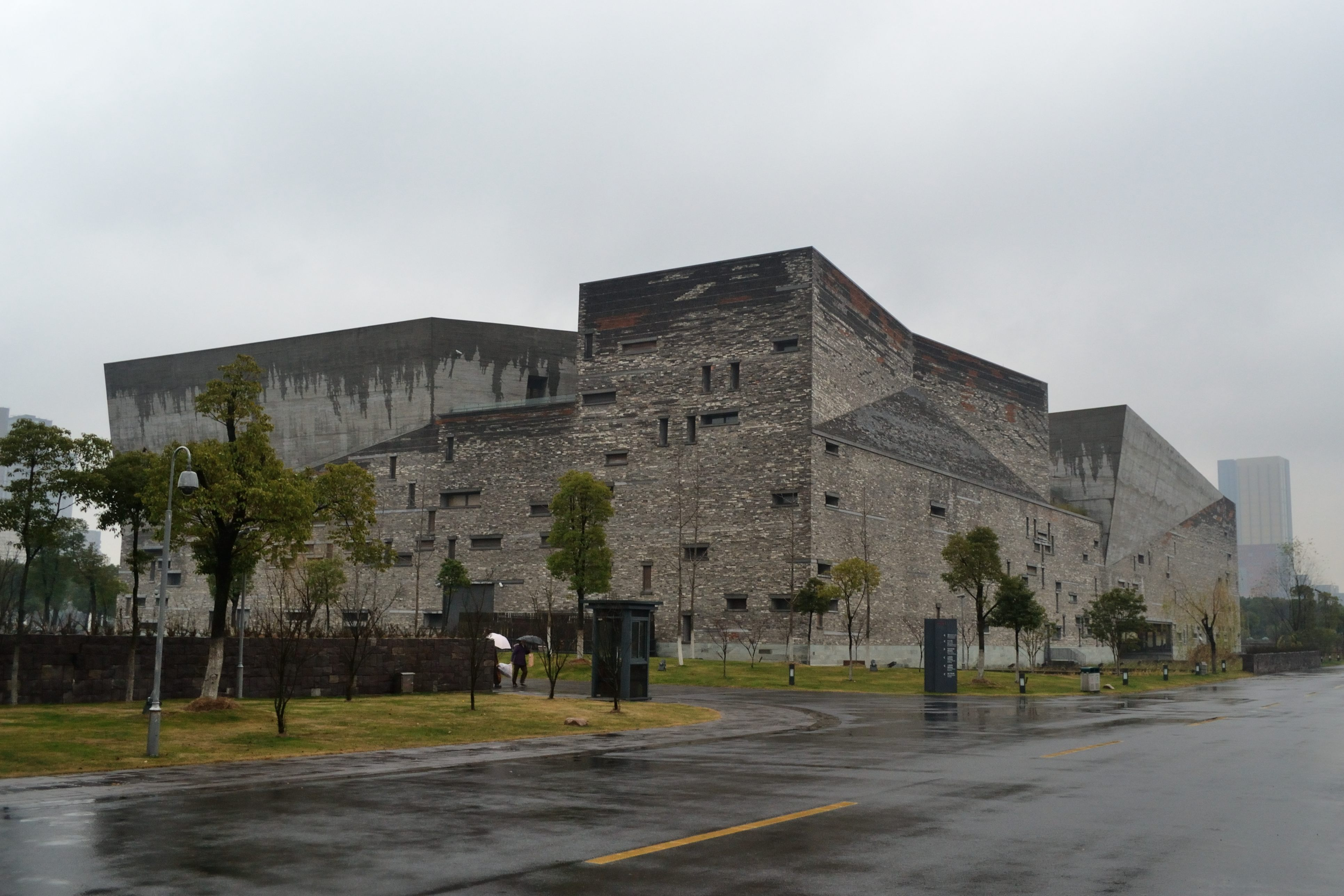
Il museo di Ningbo, progettato da Lu Wenyu e Wang Shu

Insieme a suo marito Wang Shu ha fondato lo studio di architettura Amateur Architecture Studio. Nel 2010 lei e suo marito hanno vinto il Schelling Architecture Award. Tra gli edifici più famosi da loro progettati vi è il Museo storico di Ningbo.

## Biografia
Lu Wenyu ha studiato architettura all'Istituto di Tecnologia di Nanchino. Durante il corso ha incontrato il suo futuro marito Wang Shu, con il quale nel 1997 ha fondato lo studio di architettura Amateur Architecture Studio nella città di Hangzhou. Le loro opere sono caratterizzate dall'uso di materiali naturali e poco costosi e di tecniche tradizionali.

## Riconoscimenti

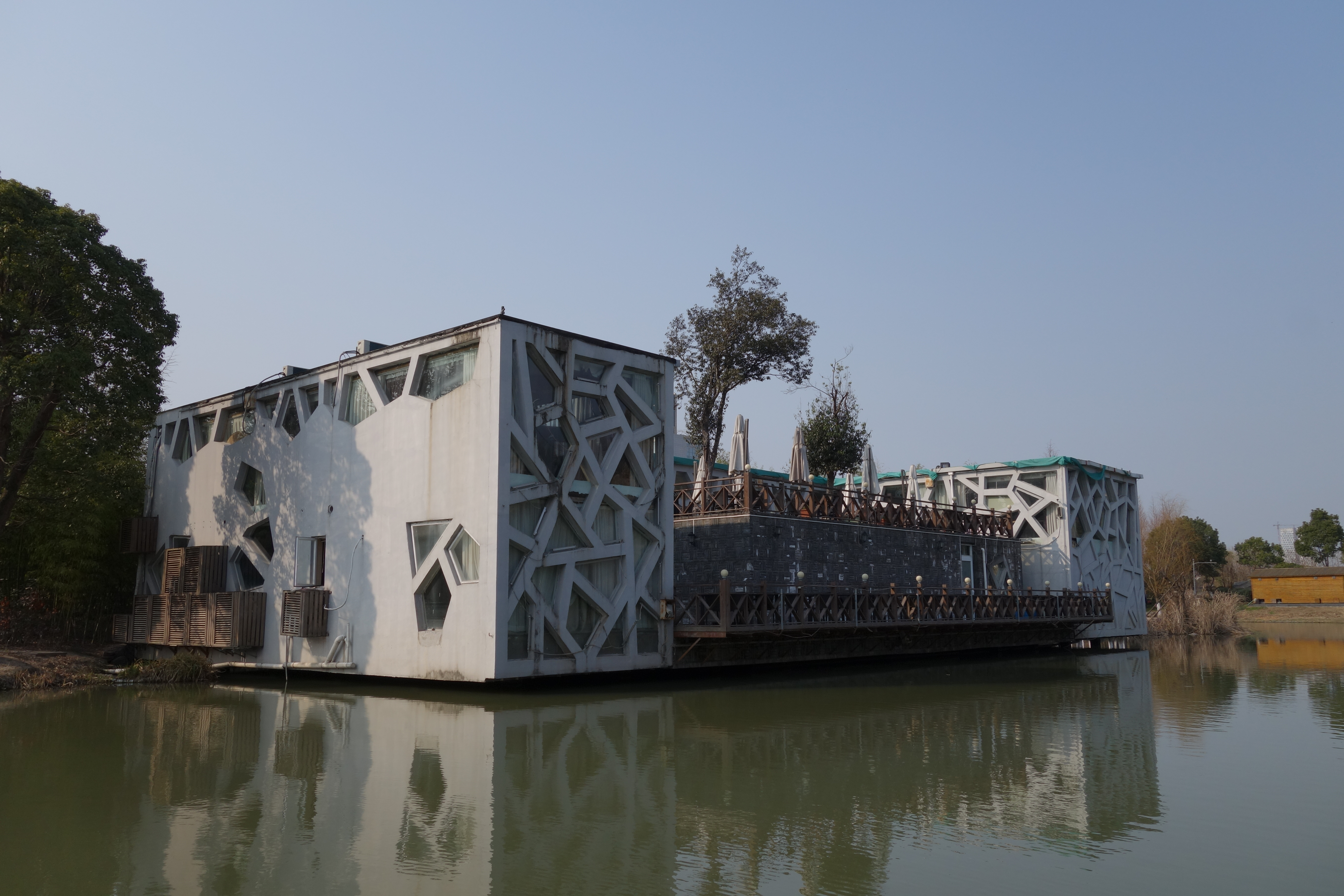
Tea House - Five Scattered Houses

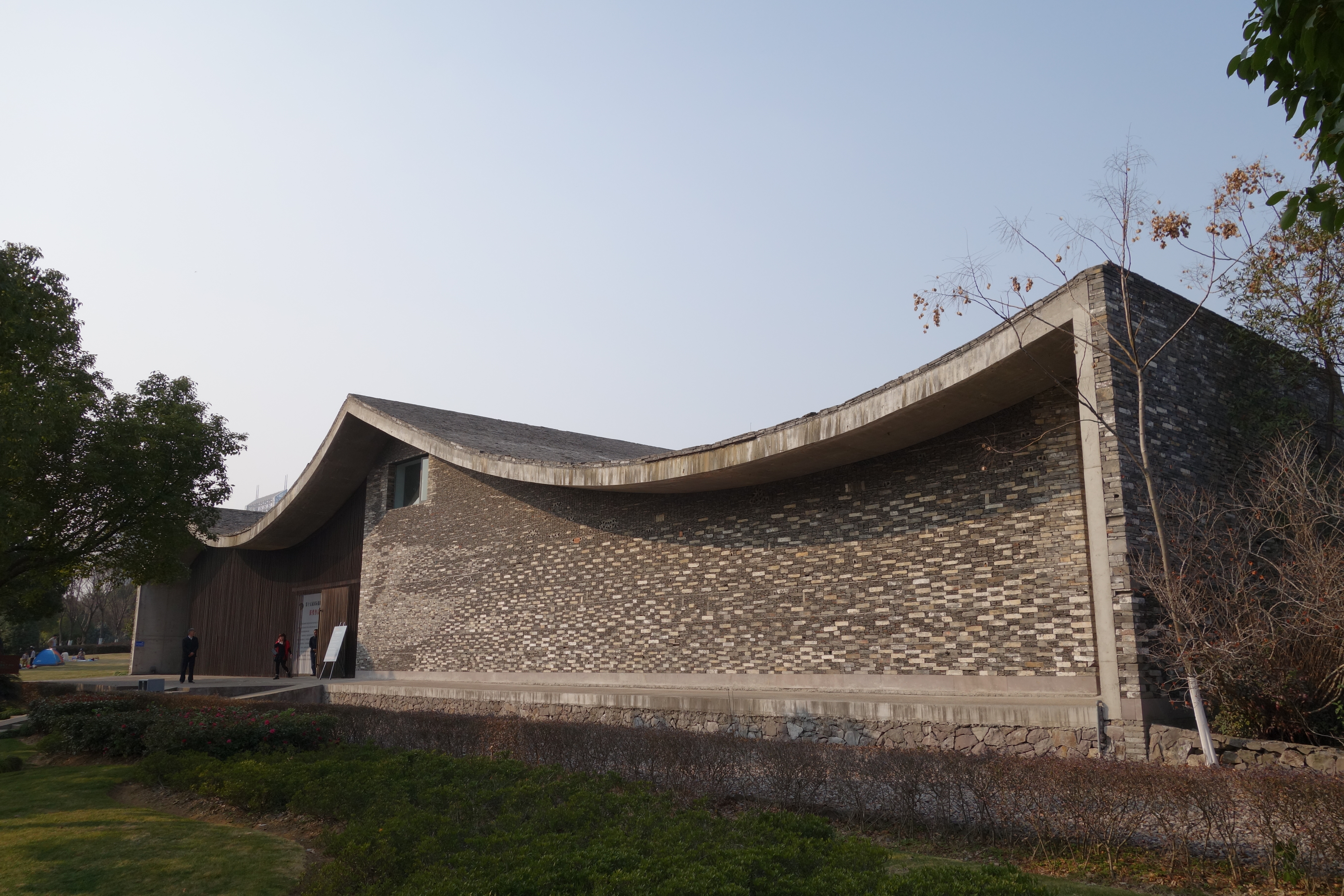
Galleria - Five Scattered Houses

Nel 2010 Lu Wenyu e Wang Shu hanno vinto insieme il Schelling Architecture Award per il loro modo di riconoscere "la necessità di un fondamento filosofico e concettuale dell'architettura che deve trovare la sua origine nella sostanza dell'edificio" e per il dialogo tra le costruzioni e il paesaggio delle loro opere.
Nel 2012 Wang Shu ha ricevuto il prestigioso Premio Pritzker, uno dei più importanti premi del mondo dell'architettura. L'assegnazione a lui singolarmente ha suscitato alcune polemiche dal momento che è sembrata ignorare il lavoro di Lu Wenyu, sua collaboratrice in quasi tutti i lavori realizzati con l'Amateur Architecture Studio. In una intervista al Los Angeles Times, alla domanda se secondo lui anche la moglie avrebbe dovuto ricevere il premio, Wang ha risposto di sì, spiegando che "Senza di me non c'è il progetto. Senza di lei non diventa realtà". In una intervista del 2013 a El Pais Lu Wenyu ha però spiegato che il marito avrebbe voluto condividere il premio ma lei si è opposta per non diventare famosa, preferendo mantenere una vita più riservata e dedicare più tempo a suo figlio.

## Opere
Tra le opere più importanti dell'Amateur Architecture Studio, progettate da Lu Wenyu e Wang Shu, è possibile citare:
- Biblioteca del Wenzheng College della Soochow University a Suzhou (2000)
- Museo di Arte Contemporanea di Ningbo (2005)
- Five Scattered Houses a Ningbo, Cina (2005)
- Xiangshan Campus della China Academy of Art ad Hangzhou (2004-2007)
- Ceramic House a Jinhua (2006)
- Installazione "Tiled Garden" alla Biennale di Architettura di Venezia del 2006[12]
- Vertical Courtyard Apartments ad Hangzhou (2007)
- Museo storico di Ningbo (2008)
- Exhibition Hall dell'Imperial Street of Southern Song Dynasty ad Hangzhou (2009)
- Una fermata dell'autobus a Krumbach in Austria, all'interno del progetto BUS:STOP Krumbach (2014)[13]